# Zmarli w marcu 2016

## Marzec 2016
- 31 marca
  - Béla Biszku – węgierski polityk komunistyczny[1]
  - Jerzy Chmura – polski prawnik, adwokat, senator II kadencji[2]
  - Ronnie Corbett – brytyjski aktor, komik[3]
  - Georges Cottier – szwajcarski duchowny katolicki, dominikanin, kardynał[4]
  - Hans-Dietrich Genscher – niemiecki polityk i dyplomata, były minister spraw wewnętrznych oraz zagranicznych RFN[5]
  - Zaha Hadid − brytyjska architekt pochodząca z Iraku, przedstawicielka dekonstruktywizmu[6]
  - Imre Kertész – węgierski pisarz żydowskiego pochodzenia, laureat Nagrody Nobla w dziedzinie literatury w 2002[7][8]
  - Andy Newman – brytyjski muzyk i kompozytor, członek zespołu Thunderclap Newman[9]
  - Zbigniew Szymański – polski dyplomata, ambasador RP na Cyprze[10]
  - Douglas Wilmer – angielski aktor[11]
- 30 marca
  - Leszek Dorosz – polski trener siatkówki[12]
  - Władysław Jackiewicz – polski profesor, malarz związany z Gdańskiem[13]
  - Krzysztof Radosław Mazurski – profesor nauk ekonomicznych, autor przewodników turystycznych[14]
  - Frankie Michaels – amerykański aktor i piosenkarz[15]
  - Andrzej Szałach – polski działacz społeczny na rzecz osób niepełnosprawnych[16]
- 29 marca
  - Patty Duke – amerykańska aktorka[17]
  - Danuta Górecka – polska działaczka podziemia antykomunistycznego w ramach Zrzeszenie Wolność i Niezawisłość[18]
  - Nił Hilewicz – białoruski pisarz i polityk[19]
  - Oscar Páez Garcete – paragwajski duchowny katolicki, biskup[20]
  - Olbracht Zbraniborski – polski chemik, specjalista karbochemii i mechanicznej przeróbki kopalin, prof. dr hab. inż.[21][22]
- 28 marca
  - Bogna Hałacz – polska pianistka, wykładowca akademicki, jurorka międzynarodowych konkursów muzycznych[23][24]
  - Jan Adam Kaczkowski – polski duchowny rzymskokatolicki, bioetyk, organizator i dyrektor Puckiego Hospicjum pw. św. Ojca Pio[25]
  - Andrzej Krawczyński – polski konstruktor i wynalazca[26]
  - Daan Myngheer – belgijski kolarz szosowy[27]
  - James Noble – amerykański aktor[28]
  - Edmund Piątkowski – polski lekkoatleta, olimpijczyk[29]
- 27 marca
  - Matka Angelica – amerykańska zakonnica[30]
  - Jerzy Bernhardt – polski działacz podziemia niepodległościowego w czasie II wojny światowej, kawaler orderów[31][32]
  - Vincent Boryla – amerykański koszykarz i trener[33]
  - Alain Decaux – francuski historyk[34]
  - Antoine Demoitié – belgijski kolarz szosowy[35]
  - Abel Dhaira – ugandyjski piłkarz[36]
  - Czesław Górski – polski działacz państwowy i OSP, przewodniczący Gromadzkiej Rady Narodowej w Orchowie (1964–1971) i Gminnej Rady Narodowej w Mogilnie[37]
  - Konrad Kobus – polski samorządowiec i ekonomista, burmistrz Rzgowa (2014–2016)[38]
  - Ignazio Mancini – włoski franciszkanin, Kustosz Ziemi Świętej[39]
- 26 marca
  - David Baker – amerykański kompozytor, dyrygent i muzyk jazzowy[40]
  - Jim Harrison – amerykański pisarz[41]
  - Zdzisław Porosiński – polski matematyk, doktor habilitowany nauk matematycznych, profesor nadzwyczajny Politechniki Wrocławskiej[42]
  - Andrzej Sandomierski – polski prawnik, adwokat, w latach 1997–2005 członek Trybunału Stanu[43]
  - André Sol – holenderski duchowny katolicki, biskup[44]
- 25 marca
  - Mirosław Bednarek – polski aktor[45]
  - Shannon Bolin – amerykańska aktorka i piosenkarka[46]
  - Raúl Cárdenas – meksykański piłkarz, trener[47]
  - Stefan Iżyłowski – polski aktor[48]
  - Wiesław Andrzej Pawlonka – polski samorządowiec i wojskowy w stopniu pułkownika, wójt gminy Gniewoszów (2002–2006, 2014–2016)[49]
  - Imre Pozsgay – węgierski polityk[50]
  - Lester Thurow – amerykański ekonomista[51]
  - Adam Żurowski – polski geodeta[52]
- 24 marca
  - Maggie Blye – amerykańska aktorka[53]
  - Roger Cicero – niemiecki piosenkarz jazzowy[54]
  - Johan Cruijff – holenderski piłkarz i trener piłkarski[55]
  - Bernard Kielak – polski etnograf i regionalista[56]
  - Stanisław Kopacz – polski pilot, instruktor lotnictwa, mistrz Polski akrobacji samolotowej[57]
  - Stanisław Kuśmierski – polski specjalista marketingu i socjologii masowego komunikowania, prof. dr hab.[58][59]
  - Timothée Modibo-Nzockena – gaboński duchowny katolicki, biskup[60]
  - Garry Shandling – amerykański aktor, komik, scenarzysta i producent[61]
  - Stanisław Wiśniewski – polski malarz, profesor Akademii Sztuk Pięknych im. Jana Matejki w Krakowie[62]
  - Kevin Turner – amerykański futbolista[63]
- 23 marca
  - Marek Bargiełowski – polski aktor i reżyser[64]
  - Joe Garagiola – amerykański baseballista[65]
  - Gegham Grigoryan – ormiański śpiewak operowy (tenor)[66]
  - Norm Hadley – kanadyjski rugbysta[67]
  - Ken Howard – amerykański aktor[68]
  - Izabella Hrebnicka – polska aktorka teatralna[69]
  - Bernard Koisar – polski speleolog, polarnik i alpinista[70]
  - Aharon Megged – izraelski pisarz[71]
  - Kazimierz Michałek-Gorgoń – polski lekkoatleta, sprinter i wieloboista[72][73]
  - Jimmy Riley – jamajski muzyk[74]
- 22 marca
  - Phife Dawg – amerykański raper[75]
  - Rob Ford – kanadyjski polityk, burmistrz Toronto[76]
  - Rita Gam – amerykańska aktorka[77]
  - Ole Vig Jensen – duński polityk i nauczyciel, minister kultury (1988–1990) oraz edukacji (1993–1998)[78]
  - Janusz Kubacki – polski ortopeda, profesor nadzwyczajny Akademii Wychowania Fizycznego im. Jerzego Kukuczki w Katowicach[79][80]
  - Andrzej Makowiecki – polski aktor, reżyser teatralny[81]
  - David Smyrl – amerykański aktor[82]
  - Roman Urban – polski ekonomista, specjalista ekonomiki handlu, przemysłu spożywczego i obrotu rolnego, prof. dr hab.[83][84]
- 21 marca
  - Peter Brown – amerykański aktor[85]
  - Alphonse Liguori Chaupa – papuański duchowny katolicki, biskup[86]
  - Wiesław Gierłowski – polski bursztynnik i publicysta[87][88]
  - Andrew Grove – amerykański przedsiębiorca, współzałożyciel i prezes Intel[89]
  - Joseph Mercieca – maltański duchowny katolicki, arcybiskup[90]
  - Zbigniew Ratajczak – polski działacz sportowy, prezes Polskiego Związku Zapaśniczego[91]
  - Diego de los Santos – hiszpański polityk i lekarz chirurg, przewodniczący Partii Andaluzyjskiej (1982–1986), eurodeputowany III kadencji (1990–1994)[92]
- 20 marca
  - Odo Fusi Pecci – włoski duchowny katolicki, biskup[93]
  - Anker Jørgensen – duński polityk, w latach 1972–1973, 1975–1982 premier[94]
- 19 marca
  - Zygmunt Bogdziewicz – polski strzelec sportowy, trener i działacz, olimpijczyk (1972, 1976)[95]
  - John Cannon – kanadyjski rugbysta[96]
  - José Ramón Herrero Merediz – hiszpański polityk i prawnik, senator, eurodeputowany II kadencji (1986–1987)[97]
- 18 marca
  - Józef Paweł Darski – polski językoznawca germański, prof. zw. dr hab.[98]
  - Edward Hołda – polski poeta, prozaik, reportażysta[99]
  - Teresa Kałuda – polska aktorka[100]
  - Ned Miller – amerykański piosenkarz country[101]
  - Jan Němec – czeski reżyser filmowy, producent, scenarzysta, operator, aktor i kompozytor[102]
  - Joe Santos – amerykański aktor[103]
  - Werner Skowron – wschodnioniemicki polityk i ekonomista, deputowany, p.o. ministra finansów (1990)[104]
  - Guido Westerwelle – niemiecki polityk, minister spraw zagranicznych Niemiec i wicekanclerz[105]
- 17 marca
  - Meir Dagan – izraelski wojskowy, dyrektor Mosadu[106]
  - Paul Daniels – angielski iluzjonista[107]
  - Larry Drake – amerykański aktor[108]
  - Zygmunt Jaeschke – polski pilot wojskowy, uczestnik II wojny światowej, kawaler orderów[109]
  - Zbigniew Kiersztejn – polski reżyser i scenarzysta filmów oświatowych oraz dokumentalnych[110]
  - Marian Kociniak – polski aktor[111]
  - Eli’ezer Ronen – izraelski polityk[112]
  - Steve Young – amerykański muzyk country[113]
- 16 marca
  - Vladimiras Beriozovas – litewski nauczyciel, polityk poseł, sygnatariusz Aktu Przywrócenia Państwa Litewskiego[114]
  - Siarhiej Chanżankou – białoruski więzień polityczny z czasów ZSRR[115]
  - Aleksandr Jesienin-Wolpin – rosyjsko-amerykański poeta i matematyk, działacz na rzecz praw człowieka w ZSRR, syn Siergieja Jesienina[116]
  - Krystyna Krzemień-Ojak – polska tłumaczka literatury niemieckiej[117]
  - Frank Sinatra Jr. – amerykański piosenkarz[118]
  - Zygmunt Sójka – polski ekonomista, prof. zw. dr hab.[119]
  - Mieczysław Sroka – polski reżyser filmów dokumentalnych, wiceprezes Klubu Krzywego Koła[120][121]
- 15 marca
  - Andrzej Albigowski – polski dziennikarz i publicysta[122]
  - Richard Burke – irlandzki polityk i nauczyciel, minister edukacji (1973–1976), komisarz europejski ds. transportu i polityki konsumenckiej (1977–1981)[123]
  - Marek Malarski – polski specjalista inżynierii ruchu lotniczego, prof. dr hab. inż.[124][125]
  - Krzysztof Niesporek – polski fotograf[126]
  - Seru Rabeni – fidżyjski zawodnik rugby[127]
- 14 marca
  - Peter Maxwell Davies – angielski kompozytor i dyrygent[128]
  - Beata Dąbrowska – polska dyrygent chóru, dr hab. sztuk muzycznych, profesor nadzwyczajny UMCS[129]
  - Kazimierz Karawaj – polski działacz samorządowy, prezydent Mysłowic (1976–1990)[130]
  - Marzena Paszkowska – polska prawniczka, doktor habilitowany nauk prawnych[131]
  - Halina Suwała – polska romanistka, nauczycielka akademicka, działaczka opozycji w okresie PRL[132]
  - Tadeusz Szaciłło – polski wojskowy, generał broni WP, pracownik naukowy Wojskowej Akademii Politycznej[133]
- 13 marca
  - Adrienne Corri – brytyjska aktorka[134]
  - Zygmunt Duś – polski montażysta telewizyjny i filmowy, reżyser filmów dokumentalnych[135]
  - Hilary Putnam – amerykański filozof[136]
  - Martin Sabo – amerykański polityk, członek Partii Demokratycznej[137]
- 12 marca
  - Piotr Adamczewski – polski dziennikarz i krytyk kulinarny[138]
  - Tommy Brown – amerykański piosenkarz bluesowy[139]
  - Elżbieta Olejniczak – polski filolog, prof. dr hab., profesor nadzwyczajny Uniwersytetu Łódzkiego[140]
  - Jan Rodzoń – polski inżynier i działacz sportowy[141]
  - Lloyd Shapley – amerykański matematyk, profesor Uniwersytetu Kalifornijskiego w Los Angeles, laureat Nagrody Banku Szwecji im. Alfreda Nobla w dziedzinie ekonomii[142]
  - Witold Woźniak – polski anatom, prof. zw. dr hab., profesor Uniwersytetu Medycznego im. Karola Marcinkowskiego w Poznaniu[143]
- 11 marca
  - Iolanda Balaș – rumuńska lekkoatletka pochodzenia węgierskiego, skoczkini wzwyż, dwukrotna mistrzyni olimpijska[144]
  - Zbigniew Rusin – polski lekarz sportowy, trener i działacz kolarski[145]
  - Wincenty Smolak – polski hodowca koni huculskich, prekursor hipoterapii w Polsce, kawaler orderów[146]
  - Ruth Terry – amerykańska aktorka[147]
- 10 marca
  - Ken Adam – brytyjski scenograf filmowy pochodzenia niemieckiego[148]
  - Ernestine Anderson – amerykańska piosenkarka jazzowa[149]
  - Anita Brookner – angielska pisarka i historyk sztuki[150]
  - Kazimierz Dziedzic – polski geolog, prof. dr hab.[151]
  - Keith Emerson – brytyjski muzyk, członek grupy Emerson, Lake and Palmer[152]
  - Claude Estier – francuski polityk i dziennikarz, parlamentarzysta krajowy i europejski[153]
  - Bill Gadsby – kanadyjski hokeista[154]
  - Gogi Grant – amerykańska piosenkarka[155]
  - Andreas Henrisoesanta – indonezyjski duchowny katolicki, biskup[156]
  - Aleksander Kociołowicz – polski historyk, muzealnik, dyrektor Muzeum Ziemi Kujawskiej i Dobrzyńskiej we Włocławku[157]
  - Jan Andrzej Nowak – polski tłumacz, autor pierwszego słownika polsko-duńskiego[158]
  - Roberto Perfumo – argentyński piłkarz[159]
  - Maria Zoll-Czarnecka – polska lekarka, założycielka Przychodni dla Ludzi Bezdomnych, dama orderów[160][161]
- 9 marca
  - Jon English – australijski piosenkarz, kompozytor, muzyk i aktor[162]
  - John Gutfreund – amerykański biznesmen i inwestor[163][164]
  - Robert Horton – amerykański aktor[165]
  - William Houck – amerykański duchowny katolicki, biskup[166]
  - Gary Jeter – amerykański futbolista[167]
  - Ryszard Krzyszycha – polski reżyser teatralny, dyrektor Teatru im. Adama Mickiewicza w Częstochowie[168]
  - Clyde Lovellette – amerykański koszykarz[169]
  - Tadeusz Maryniak – polski aforysta[170][171]
  - Antônio Moser – brazylijski duchowny rzymskokatolicki, franciszkanin, teolog, publicysta[172]
  - Maria Pawłowiczowa – polski filolog, profesor Uniwersytetu Śląskiego[173]
  - Franciszek Piątkowski – polski dziennikarz[174]
  - Sergio Arellano Stark – chilijski wojskowy, generał, uczestnik puczu w Chile z 11 września 1973 roku[175]
  - Naná Vasconcelos – brazylijski perkusjonista jazzowy[176]
  - Bill Wade – amerykański futbolista[177]
- 8 marca
  - Richard Davalos – amerykański aktor[178]
  - Jan Franke – polski piłkarz, trener piłkarski oraz działacz sportowy[179]
  - Andrzej Kalestyński – polski fizyk, doktor habilitowany nauk fizycznych w zakresie fizyki, specjalność: optyka instrumentalna[180][181]
  - George Martin – brytyjski producent muzyczny, kompozytor, dyrygent, muzyk i aranżer większości nagrań zespołu The Beatles[182]
  - Claus Ogerman – niemiecki kompozytor[183]
  - Wojciech Skrodzki – polski krytyk sztuki, działacz LGBT[184][185]
  - Anna Sułkowska-Nowicka – polska dziennikarka, aktorka Studenckiego Teatru Satyryków[186][187]
  - Eugenia Anna Wesołowska – polski pedagog, prof. dr hab., profesor Uniwersytetu Mikołaja Kopernika w Toruniu[188]
- 7 marca
  - Sivestro Bellini – włoski projektant zabawek, autor lalki Cicciobello[189]
  - Michał Anioł Bogusławski – polski dokumentalista, reżyser, scenarzysta i wykładowca akademicki[190]
  - Paolo Giglio – maltański duchowny katolicki, arcybiskup[191]
  - Alina Horanin – polska aktorka teatralna[192]
  - Anna Kasperlik-Załuska – polska specjalistka chorób wewnętrznych, prof. dr hab. n. med.[193]
  - Béla Kuharszki – węgierski piłkarz[194]
  - Aleksander Minkowski – polski pisarz[195]
  - Jean-Bernard Raimond – francuski polityk[196]
- 6 marca
  - Raymond Benjamin – australijski duchowny katolicki, biskup[197]
  - Wanda Pawłowicz – polska działaczka podziemia niepodległościowego w czasie II wojny światowej, dama orderów[198]
  - Janusz Maciej Hereźniak – polski biolog, prof. dr hab.[199]
  - Aleksander Kubis – polski farmaceuta, prof. dr hab.[200]
  - Joseph Kumuondala – kongijski duchowny katolicki, arcybiskup[201]
  - Kathryn Popper – amerykańska aktorka[202]
  - Nancy Reagan – amerykańska pierwsza dama, żona byłego prezydenta USA Ronalda Reagana[203]
  - María Rostworowski – peruwiańska historyk polskiego pochodzenia[204]
  - Akira Tago – japoński psycholog, publicysta, projektant zagadek do serii gier Professor Layton[205]
- 5 marca
  - John Evans, baron Evans of Parkside – brytyjski polityk i związkowiec, członek Izby Gmin i Izby Lordów[206]
  - Nikolaus Harnoncourt – austriacki dyrygent specjalizujący się w wykonawstwie muzyki dawnej[207]
  - Andrzej Teodor Sawicki – polski geomechanik, prof. dr hab. inż., dyrektor  Instytut Budownictwa Wodnego PAN[208][209]
  - Ray Tomlinson – amerykański inżynier i programista, twórca znaku @ w adresach poczty elektronicznej i sieciowej poczty elektronicznej[210]
  - Al Wistert – amerykański futbolista[211]
- 4 marca
  - Alfred Bolcek – polski piłkarz[212]
  - Gavin Christopher – amerykański piosenkarz, autor tekstów i producent muzyczny (ur. 1949)[213]
  - Bud Collins – amerykański dziennikarz sportowy, znawca tenisa[214]
  - Pat Conroy – amerykański pisarz[215]
  - Leszek Czuchajowski – polski chemik, prof. dr hab. inż.[216]
  - Tony Dyson – amerykański inżynier, twórca efektów specjalnych, zasłynął jako konstruktor droida R2-D2[217]
  - Joey Feek – amerykańska piosenkarka muzyki country[218]
  - Vincenzo Franco – włoski duchowny katolicki, arcybiskup[219]
  - Jerzy Godziszewski – polski pianista i pedagog, profesor zwyczajny Akademii Muzycznej im. Feliksa Nowowiejskiego w Bydgoszczy[220]
  - Wojciech Skibiński – polski aktor teatralny i filmowy, reżyser[221]
- 3 marca
  - Berta Cáceres – honduraska aktywistka[222]
  - Martin Crowe – nowozelandzki krykiecista[223]
  - Eiji Ezaki – japoński wrestler[224]
  - Yves Guéna – francuski polityk, pisarz i urzędnik, gubernator Wybrzeża Kości Słoniowej (1959–1960), minister informacji (1968), członek Rady Konstytucyjnej (2000–2004)[225]
  - Romain Guyot – francuski kolarz[226]
  - Natalia Kraczkowska – rosyjska aktorka[227]
  - Janina Kraupe-Świderska – polska malarka współczesna[228]
  - Ewa Małunowicz – polski naukowiec, doktor habilitowana nauk medycznych w zakresie biologii medycznej[229][230]
  - Leon Mikołajczyk – polski matematyk, prof. dr hab.[231]
  - Andrés Olivares – chilijski piłkarz[232]
  - Franciszek Edward Rybicki – polski specjalista inżynierii materiałowej i włókiennictwa, prof. dr hab. inż.[233][234]
  - Sarah Tait – australijska wioślarka, wicemistrzyni olimpijska, mistrzyni świata[235]
  - Elżbieta Tarkowska – polski socjolog, prof. dr hab.[236]
  - John Thomas – brytyjski gitarzysta, członek grupy Budgie[237]
- 2 marca
  - Janusz Bolonek – polski duchowny katolicki, arcybiskup[238]
  - Roman Garbaczewski – polski działacz sportowy, prezes Polskiego Związku Tenisowego[239]
  - Johann Georg von Hohenzollern – niemiecki historyk sztuki, mąż księżnej Brygidy[240]
  - Lech Kłosiewicz – polski architekt, prof. zw. dr hab. inż.[241]
  - Benoît Lacroix – kanadyjski teolog, filozof, mediewista, profesor[242]
  - Allan Michaelsen – duński piłkarz i trener piłkarski[243]
  - Aleksander Przygodziński – polski działacz związkowy oraz opozycjonista w okresie PRL[244]
  - Władysław Wojtakajtis – polski pływak, olimpijczyk z Igrzysk w Meksyku i Monachium[245][246]
- 1 marca
  - Włodzimierz Barchacz – polski dziennikarz i fotoreporter[247]
  - Tomasz Bedyński – polski animator kultury[248]
  - Gertruda Biernat – polski geolog, prof. dr hab.[249][250]
  - Jim Clark – brytyjski montażysta i reżyser filmowy[251]
  - Kazimierz Doktór – polski socjolog, prof. dr hab., wykładowca akademicki[252]
  - Adam Dziewoński – polski geolog, geofizyk i sejsmolog, prof. dr hab.[253]
  - Ítalo Estupiñán – ekwadorski piłkarz[254]
  - Andrzej Katzer – polski architekt[255]
  - Louise Plowright – brytyjska aktorka[256]
  - Henryk Serowik – polski kajakarz, mistrz Polski oraz reprezentant kraju[257]
  - Daniel Szałęga – polski trener piłkarski[258]
  - Tony Warren – brytyjski pisarz[259]
  - Martha Wright – amerykańska aktorka[260]